# كأس الدوري الألماني 1999
كأس الدوري الألماني 1999 (بالألمانية: DFB-Ligapokal 1999)‏ هو الموسم 4 من كأس الدوري الألماني. أقيم خلال الفترة 10 يوليو 1999 وحتى 17 يوليو 1999، وأشرف على تنظيمه اتحاد ألمانيا لكرة القدم، وكان عدد الأندية المشاركة فيه 6، وفاز فيه بايرن ميونخ.